# Tricia Byrnes
Tricia Byrnes (Greenwich, 18 novembre 1974) è un'ex snowboarder statunitense.

## Biografia
Specializzata nell'halfpipe e attiva a livello internazionale dal dicembre 1996, la Byrnes ha debuttato in Coppa del Mondo il 19 gennaio 1997, giungendo 9ª a Kreischberg. L'8 febbraio successivo ha ottenuto il suo primo podio, nonché la sua prima vittoria, imponendosi a Monte Bachelor. Nella stagione 1998-1999 si è aggiudicata la Coppa del Mondo di halfpipe.
In carriera ha preso parte a una rassegna olimpica e a tre iridate.

## Palmarès

### Coppa del Mondo
- Vincitrice della Coppa del Mondo di halfpipe nel 1999
- 20 podi:
  - 15 vittorie
  - 2 secondi posti
  - 3 terzi posti

#### Coppa del Mondo - vittorie
| Data             | Luogo           | Paese       | Disciplina |
| ---------------- | --------------- | ----------- | ---------- |
| 8 febbraio 1997  | Monte Bachelor  | Stati Uniti | HP         |
| 11 dicembre 1998 | Whistler        | Canada      | HP         |
| 16 dicembre 1998 | Monte Bachelor  | Stati Uniti | HP         |
| 6 febbraio 1999  | Park City       | Stati Uniti | HP         |
| 14 febbraio 1999 | Asahikawa       | Giappone    | HP         |
| 20 febbraio 1999 | Naeba           | Giappone    | HP         |
| 13 marzo 1999    | Valdaora        | Italia      | HP         |
| 28 novembre 1999 | Tignes          | Francia     | HP         |
| 28 gennaio 2000  | Tandådalen      | Svezia      | HP         |
| 29 gennaio 2000  | Tandådalen      | Svezia      | HP         |
| 27 febbraio 2000 | Shiga Kōgen     | Giappone    | HP         |
| 4 marzo 2000     | Park City       | Stati Uniti | HP         |
| 18 gennaio 2001  | Plan de Corones | Italia      | HP         |
| 3 marzo 2002     | Sapporo         | Giappone    | HP         |
| 22 marzo 2002    | Tandådalen      | Svezia      | HP         |

Legenda:

HP = Halfpipe